# Barbara Sinatra
Barbara Marx Sinatra, nata Barbara Ann Blakeley (Bosworth, 10 marzo 1927 – Rancho Mirage, 25 luglio 2017), è stata una modella, filantropa e socialite statunitense, quarta moglie e vedova del cantante Frank Sinatra.

## Biografia
Nata a Bosworth in Missouri il 10 marzo del 1927, i suoi genitori erano Charles Willis Blakeley (1895 – 1989) e Irene Prunty Blakeley (1907 – 1993). All'età di 10 anni, si trasferì con i suoi genitori e la sorella minore, Patricia, a Wichita in Kansas. Nel 1946 si diplomò alla Wichita North High School. All'età di 18 anni si trasferì a Long Beach in California.

## Vita privata

### Matrimonio con Oliver
Nel settembre del 1948 si sposò con Robert Oliver, cantante ed amico di Nat King Cole, ed ebbero un figlio, Robert Blake "Bobby" Oliver, nato il 10 ottobre del 1950. Divorziarono nel 1952.

### Matrimonio con Marx
Il 18 settembre del 1959 si sposò con Zeppo Marx. Nonostante il loro divorzio nel 1973, da allora fu conosciuta come Barbara Marx.

### Matrimonio con Sinatra
L'11 luglio del 1976 si sposò con Frank Sinatra. Ful il quarto ed ultimo matrimonio del cantante e il terzo ed ultimo di Barbara. Fu anche il più duraturo per entrambi. Barbara si convertì al cattolicesimo. Secondo il suo libro, Lady Blue Eyes: My Life With Frank, "Lui [Frank] non mi ha mai chiesto di cambiare fede per lui, ma posso dire che era contento che l'avessi preso in considerazione".
Quando morì nel 1998, Frank Sinatra le lasciò 3,5 milioni di dollari in beni, insieme a ville a Beverly Hills, Malibù e Palm Springs. Ereditò anche la maggior parte dei suoi beni materiali e il controllo sul suo nome e sulla sua immagine.

### Morte
Barbara Marx Sinatra morì il 25 luglio del 2017, a Rancho Mirage, in California, per cause naturali all'età di 90 anni. L'anno successivo, il 13 luglio 2018, morì Nancy Barbato, prima moglie di Frank, all'età di 101 anni.

## Filantropia
I Sinatra fondarono il Barbara Sinatra Children's Center a Rancho Mirage in California, nel 1986. Il centro è adiacente al Betty Ford Center nel campus dell'Eisenhower Medical Center. La struttura senza scopo di lucro fornisce terapia individuale e di gruppo per giovani vittime di abusi fisici, sessuali ed emotivi. Nel 1998 le fu dedicata una Golden Palm Star sulla Palm Springs Walk of Stars.